# Гетьман Петро Дорошенко (крейсер)

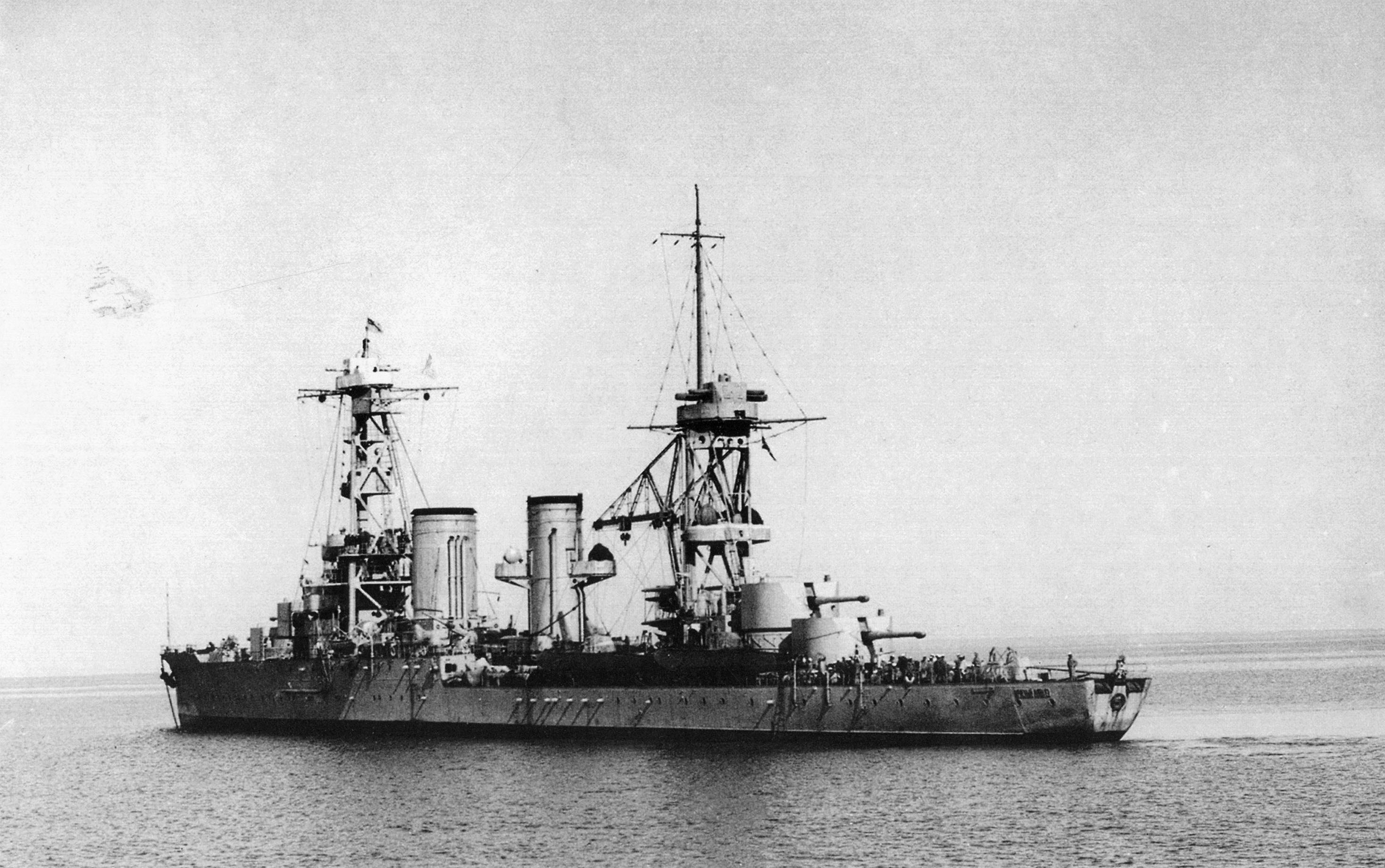
Легкий крейсер «Красний Кавказ», початок 1930-х років

«Гетьман Петро Дорошенко» («Адмірал Лазарєв», «Красний Кавказ»)  — легкий крейсер Українських військово-морських сил та ВМФ СРСР. Почав бойову службу 25 січня 1932 року як крейсер «Красний Кавказ» радянського Чорноморського флоту. Завершив службу у червні 1953 також як крейсер «Красний Кавказ» радянського Чорноморського флоту.

## Історія крейсера
Будівництво крейсера було санкціоновано у червні 1912 року відповідно по програми «посиленого суднобудівництва» на 1912—1916 року.
18 жовтня 1913 року — був закладений на заводі «Руссуд» у Миколаєві, разом з крейсером «Адмірал Нахімов» — головним кораблем у серії з чотирьох легких крейсерів типу «Світлана», що планувалось збудувати для Чорноморського флоту. Проте ці судна відрізнялись від прототипу зовні та деталями побудови суден.
Навесні 1916 року корабель довели до 50 % готовності. 28 травня 1916 року перша спроба спуску крейсера на воду закінчилась невдало — він зайшов у воду лише частиною корми. Тільки через 1,5 тижні, дочекавшись підйому води у річці, двома паротягами, шістьма домкратами та плавучим краном вдалося зіштовхнути майбутній крейсер у воду.
Протягом 1916—1917 року корабель проходив випробування та доводився до ладу.
На початок 1917 року, за оцінкою спеціальної експертної комісії, «Адмірал Лазарєв» планувалось здати 1 грудня 1917 року.
Проте темпи будівельних робіт, через революційні події у країні, дещо уповільнились. І в середині 1917 року крейсер планувалось доробити до першої половини 1918 року. Для завершення будівництва корабель переводять з причалів «Руссуда» на завод «Наваль».
Тим часом, після Лютневої революції, на Чорноморському флоті відбувалась активна українізація, на кораблях піднімались прапори УНР, а залоги кораблів виступали на підтримку Центральної Ради.
За ініціативи української громади міста, у другій половині 1917 року на корпусі недобудованого крейсера було піднято український прапор.
12 жовтня 1917 року на Чорноморському Флоті, на знак підтримки українізації трьох кораблів Балтійського флоту: крейсера «Светлана» та ескадрених міноносців «Україна» та «Гайдамак», вирішили на всіх кораблях і установах флоту на один день підняли національні українські прапори та стеньгові сигнали «Хай живе вільна Україна». З цієї нагоди у Севастополі, Одесі, Миколаєві, Херсоні, Євпаторії, Феодосії та Керчі пройшли масові маніфестації на підтримку Незалежної України.
Також у жовтні 1917 року міністр морських справ Дмитро Антонович отримав від Генерального секретаріату доручення поїхати до Одеси, Херсона і Миколаєва аби на місці з'ясувати питання українізації Флоту. Виявилось, що український рух на флоті дуже поширений, але не зорганізований. В Миколаєві моряки визнали зверхність над собою Центральної ради і навіть вислали до Української Морської ради свого уповноваженого.
14 січня 1918 року Центральна Рада прийняла «Тимчасовий Закон про український державний флот». Відповідно до цього закону «Російський Чорноморський флот… проголошується флотом Української Народної Республіки…» а «Українська Народна Республіка переймає на себе всі зобов'язання російського уряду щодо Чорноморського флоту й щодо утримання флоту й портів».
На початку 1918 року південь України ненадовго окупували більшовики, проте вже 17 березня українські війська знову звільнили Миколаїв.
27 березня 1918 року — Наказом по військовому відомству УНР було створено район охорони Південно-Західної частини Чорного моря зі штабом в Одесі. Начальником району і Головним командиром портів Чорного і Азовського морів призначається віце-адмірал Андрій Покровський. Штаб в Одесі контролював також Миколаїв і Херсон.
А 29 квітня 1918 року всі головні сили Чорноморського флоту в Севастопольській фортеці, гирлі Дунаю, Одесі, Миколаєві, Херсоні, Євпаторії, Феодосії та Керчі, піднявши жовто-блакитні прапори Української держави, проголосили владу Української Народної Республіки в усьому причорноморському регіоні. Недобудований крейсер було включено до складу Українського військово-морського флоту.
Після проголошення Гетьманату, досить суттєво активізувалась робота по створенню Військово-морського флоту Української Держави.
Протягом всього 1918 року уряд Гетьмана Скоропадського приділяв багато уваги побудові міцного військового флоту.
Особливий акцент було зроблено на необхідності найшвидшої добудови сучасних військових кораблів на заводах у Миколаєві.
Восени 1918 року після передачі частини кораблів колишнього російського імператорського флоту до військово-морських сил України, розпочинається зміна назв військових кораблів на українські. Легкому крейсеру «Адмірал Лазарєв» було присвоєно ім'я «Гетьман Петро Дорошенко».
Після приходу до влади Директорії, Наказом по морському відомству від 27 січня 1919 року, планувалось завершення будівництва на Миколаївських верфях у 1919—1920 роках українських військових кораблів: дредноута «Соборна Україна», крейсерів «Гетьман Богдан Хмельницький», «Гетьман Петро Дорошенко» та «Тарас Шевченко». Для цього, урядом УНР виділяється 20 мільйонів карбованців для розрахунку з робітниками миколаївських суднобудівних заводів «Наваль» і «Руссуд».
Проте вже навесні 1919 року більшовики зайняли Херсон, Миколаїв, Одесу та Крим. Недобудований крейсер увійшов до складу Червоного флоту УСРР.
Але, внаслідок наступу Добровольчої армії генерала Денікіна, влітку 1919 року весь Приазовський край опинився під контролем білих. Громадянська війна зупинила процес будівництва корабля.
У 1920 році — під час відступу армії генерала Врангеля корпус крейсера було пошкоджено та залишено у Миколаєві.
1924 року — Совєтом труду та оборони СРСР було прийнято рішення щодо відновлення будівництва крейсеру. Проте роботи тоді не розпочались.
14 грудня 1926 року корпус було перейменовано в «Красний Кавказ».
На початку 1927 року недобудований корпус поставили у док. І лише у травні 1929 року розпочались реальні роботи. Будівництво відбувалось на Миколаївському суднобудівельному заводі.
Остаточно побудований у 1931 році. Цей корабель став останнім з тих, що починали будуватися ще за Російської Імперії, продовжували будуватися за Української Держави, а були добудовані вже за Радянського Союзу.
25 січня 1932 року крейсер «Красний Кавказ» було включено до бойового складу військового радянського Чорноморського флоту. 
1933 року «Красний Кавказ» ходив Середземним морем у порти Туреччини, Греції та Італії.
Активно брав участь у бойових діях під час Другої світової війни. Перевезення військ, техніки і боєприпасів в Одесу та Севастополь, висадка десанту в Григор'євці під Одесою, в Феодосії (з висадкою більш 1000 десантників безпосередньо на мол феодосійського порту протягом 2 годин під вогнем противника. Загинуло 67 матросів та офіцерів зі складу екіпажу), під Новоросійськом, евакуація приморської армії з Одеси та Севастополя.
В період з 1941 до 1943 року крейсер здійснив 64 бойових походи, обстріляв 13 батарей противника, 5 батальйонів піхоти. Перевіз понад 25 000 чоловік. Відбив близько 200 повітряних атак.
Крейсер «Красний Кавказ» — перший гвардійський корабель Чорноморського флоту. Його кормовий прапор брав участь у параді Перемоги у Москві 24 червня 1945 на чолі зведеного полку Чорноморського флоту.
12 травня 1947 року «Красний Кавказ» перевели у розряд навчальних кораблів. У червні 1953 року корабель, що використовувався як ціль при випробуванні протикорабельних ракет «Комета» класу «повітря-море», був потоплений.
Гвардійський крейсер «Красний Кавказ» затонув за 15 миль на південь від мису Чауда. Назва крейсера та його гвардійський прапор були передані великому протичовновому кораблю у 1960-х роках.